# The Qt Company
The Qt Company (conocida anteriormente como Qt Development Frameworks, Qt Software, Trolltech y Quasar Technologies) es una compañía de software fundada en el año 1994 en Oslo, Noruega. Su principal actividad es proveer herramientas y bibliotecas de desarrollo de software, así como servicio experto de consulta.
Su producto más popular es Qt (Quasar Toolkit), una biblioteca multiplataforma para la creación de entornos gráficos. El escritorio KDE fue parcialmente construido con Qt.

## Historia
Qt Software fue fundada por Eirik Eng y Haavard Nord el 4 de marzo de 1994. Su principal equipo de diseñadores comenzó a desarrollar Qt en 1991 y desde entonces Qt ha ido expandiéndose y mejorando progresivamente.
El 28 de enero de 2008, Nokia anunció el acuerdo a que se había llegado para adquirir Trolltech mediante una OPA amistosa. El coste total para Nokia ha sido de aproximadamente 104 millones de euros. En el ínterin, Trolltech ha aceptado esta oferta.
El 5 de junio de 2008, se aprobó la oferta de Nokia sobre todas las acciones de Trolltech. El 17 de junio del mismo año, Nokia anunció que había finalizado la adquisición de Trolltech. El 30 de septiembre siguiente, se cambió el nombre de Trolltech por Qt Software y Qtopia pasó a llamarse Qt Extended.
Trolltech lanzó una versión preliminar de un IDE para Qt, denominado Qt Creator, estando el lanzamiento de su versión final previsto par 2009, después del lanzamiento de Qt 4.5.
Nokia vendió la licencia comercial de Qt a Digia en marzo de 2011. En septiembre de 2012, todo el remanente negocio de Qt fue transferido a Digia.
En septiembre de 2014, Digia formó The Qt Company, una subsidiaria dedicada al gobierno y desarrollo de la plataforma Qt. En mayo de 2016, la compañía tuvo su OPV en el NASDAQ de Helsinki bajo las siglas QTCOM.